# 1995 في لبنان
فيما يلي قوائم الأحداث التي وقعت خلال عام 1995 في لبنان.